# 116-я морская стрелковая бригада
116-я отдельная морская стрелковая бригада — воинское соединение СССР в Великой Отечественной войне
Сформирована в Калуге из моряков Тихоокеанского флота в период с 16 сентября 1942 года по 26 ноября 1942 года.
В мае 1943 года на базе бригады сформирована 110-я стрелковая дивизия

## Подчинение
- Московская зона обороны — на 1 октября 1942 года
- Брянский фронт, фронтовое подчинение — на 1 января 1943 года
- Брянский фронт, 3-я армия — на 1 апреля 1943 года.

## Участие в сражениях
В действующей армии с 16 сентября 1942 года по 5 мая 1943 года.
В конце декабря 1942 года поступила в резерв Брянского фронта и была сосредоточена в Плавском районе Тульской области.
Первый бой приняла 18 февраля 1943 года, принимая участие в освобождении села Городище Орловской области, стоящего у излучины рек Ока и Зуша. Потеряла в боях более половины своего численного состава, в том числе 1009 человек убитыми и пропавшими без вести. В ночь на 24 февраля 1943 года обескровленная бригада была отведена в тыл.

## Командиры
Судаков, Иван Иванович